# گرهارد اشتولتنبرگ
گرهارد اشتولتنبرگ (انگلیسی: Gerhard Stoltenberg؛ ۲۹ سپتامبر ۱۹۲۸ – ۲۳ نوامبر ۲۰۰۱) سیاست‌مدار اهل آلمان و وزیر در کابینه‌های لودویگ ارهارد، کورت گئورگ کیزینگر و هلموت کوهل بود. او از سال ۱۹۷۱ تا ۱۹۸۲ فرماندار ایالت شلسویگ-هولشتاین بود.